# 대호아
대호아(大胡雅, ?~?)는 발해의 왕족이다.

## 생애
729년, 발해 무왕의 동생인 그는 당나라로 파견되어 유격장군을 맡으며 숙위로 지냈다.